# Rosebud (Texas)
Rosebud is een plaats (city) in de Amerikaanse staat Texas, en valt bestuurlijk gezien onder Falls County.

## Demografie
Bij de volkstelling in 2000 werd het aantal inwoners vastgesteld op 1493.
In 2006 is het aantal inwoners door het United States Census Bureau geschat op 1380, een daling van 113 (-7,6%).

## Geografie
Volgens het United States Census Bureau beslaat de plaats een oppervlakte van
2,0 km², geheel bestaande uit land. Rosebud ligt op ongeveer 125 m boven zeeniveau.

## Plaatsen in de nabije omgeving
De onderstaande figuur toont nabijgelegen plaatsen in een straal van 32 km rond Rosebud.